# Virgilio lee la Eneida a Livia, Octavia y Augusto
Virgilio lee la Eneida a Livia, Octavia y Augusto, también conocido como Tu Marcellus eris, es un cuadro realizado por el pintor francés Jean-Auguste-Dominique Ingres. Mide 302 cm de alto y 325 cm de ancho, y está pintado al óleo sobre lienzo. Data de 1812 y se encuentra en el Museo de los Agustinos, en Toulouse (n.º de inventario  RO 124).

## Historia

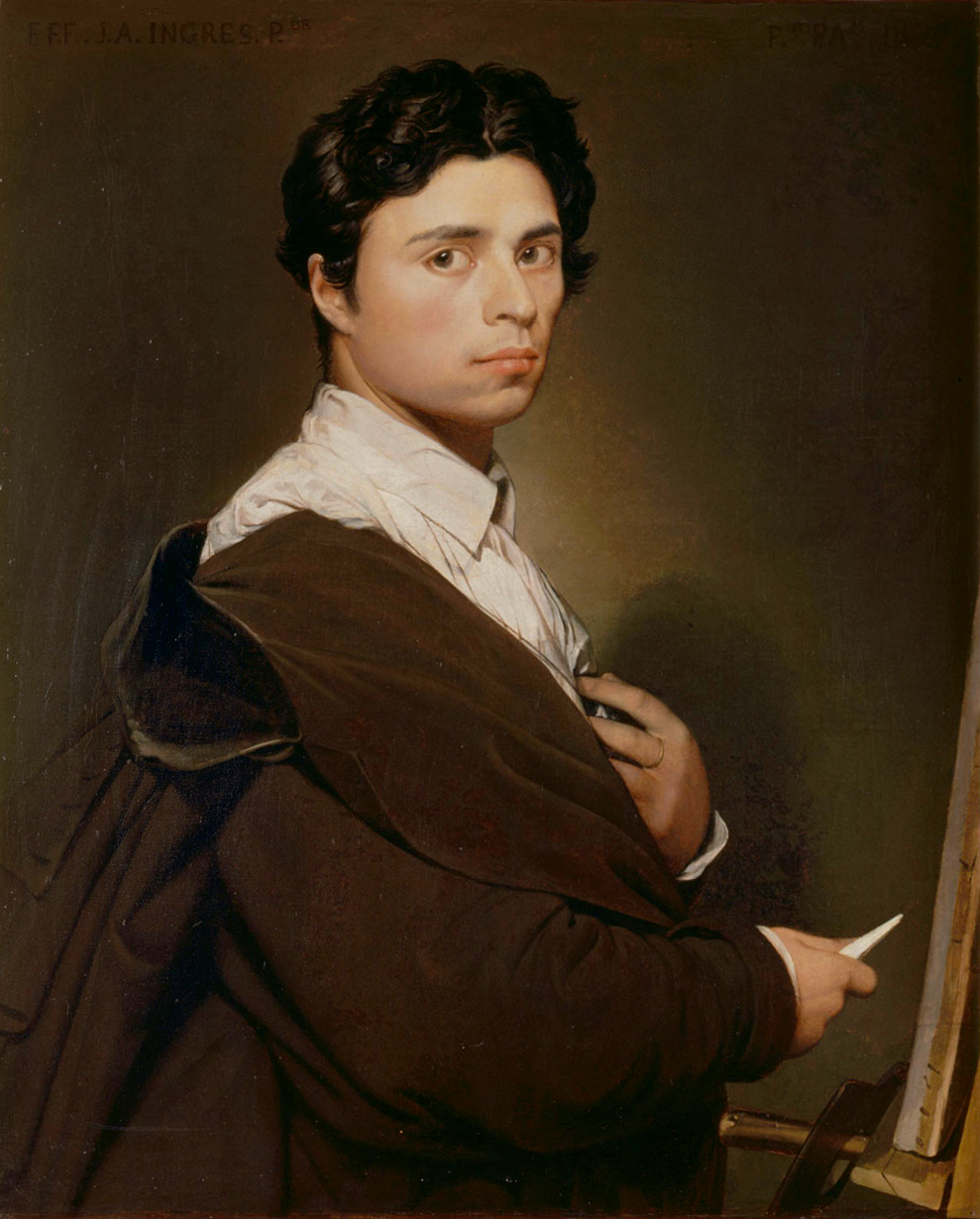
Jean-Auguste-Dominique Ingres

Ingres fue un pintor neoclásico. Recibió una formación académica en el taller de Jacques-Louis David, el mayor referente en la pintura neoclásica. Terminó su formación en Roma en 1807, con una beca de estudios. En sus primeras obras destacó como un gran retratista, si bien con cierta diferencia estilística entre los retratos efectuados para sus clientes, más académicos, o los realizados para sus amigos o autorretratos, que denotan un espíritu más afín al incipiente romanticismo. Junto a los retratos, la pintura histórica y el desnudo femenino fueron sus temas favoritos. Tras su regreso de Italia en 1824 Ingres fue aclamado como un adalid del academicismo frente al nuevo y criticado romanticismo, y los siguientes años recibió numerosos encargos oficiales que supusieron la consagración de su carrera, al tiempo que iniciaba una etapa docente al frente de la Academia Francesa en Roma. A lo largo de una larga trayectoria dejó unos 170 cuadros realizados y más de cuatro mil dibujos.
Este cuadro fue un encargo del general Sextius Alexandre François de Miollis en 1812. Miollis era el gobernador francés en Roma y un gran apasionado de la Eneida. El lienzo debía decorar su alcoba en la Villa Aldobrandini. Posteriormente fue propiedad de Francesco Borghese, hasta que en 1835 Ingres recompró el cuadro y se lo llevó a su casa de París. Más tarde fue retocada por uno de los discípulos de Ingres, probablemente uno de los hermanos Balze (Paul y Raymond), bajo la supervisión del maestro. Ingres donó la obra al Museo de los Agustinos de Toulouse, donde ingresó en 1868, fecha en que fue restaurada por Pierre-Auguste Pichon, otro de los discípulos de Ingres.

## Descripción

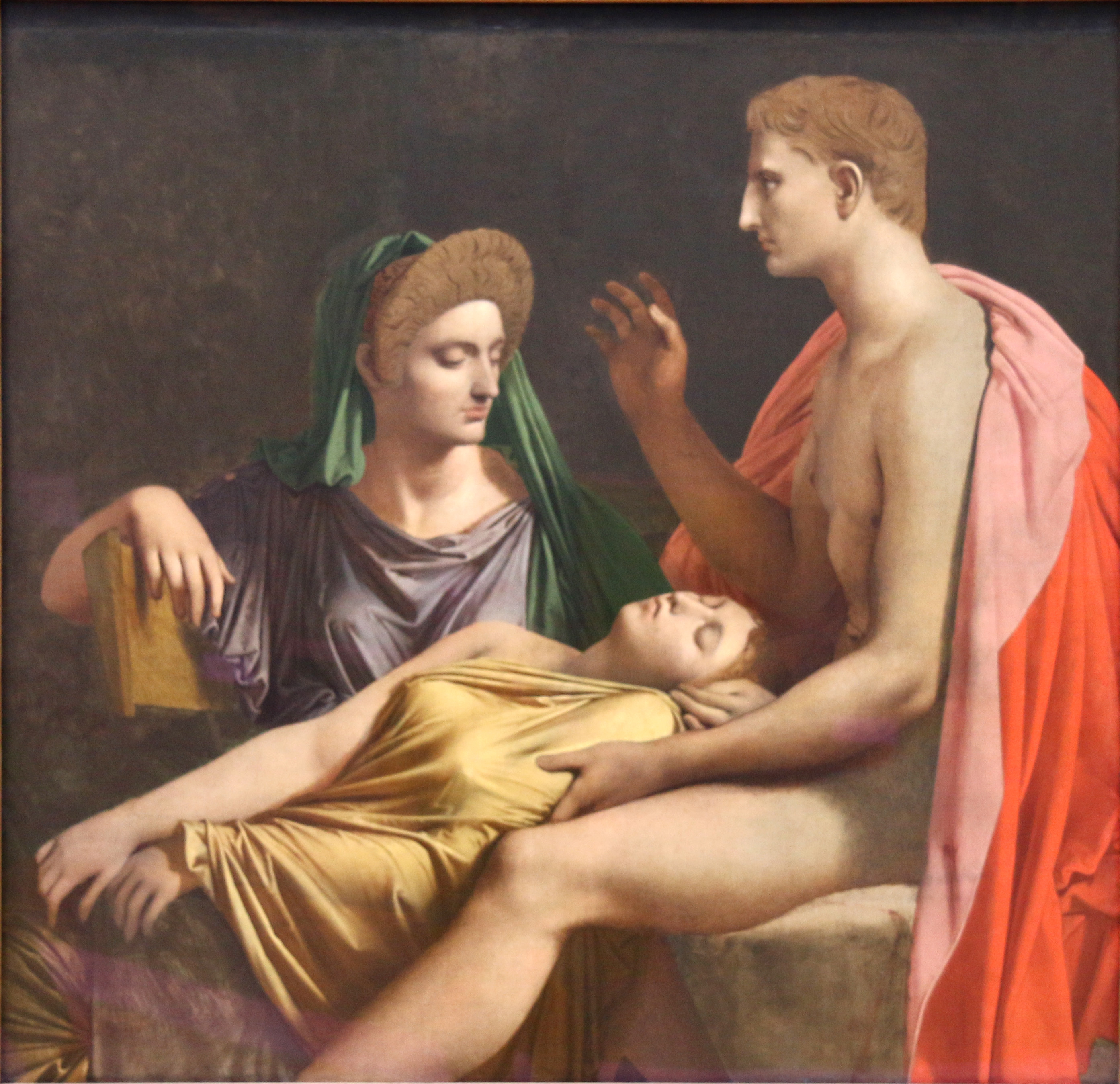
Versión de los Museos Reales de Bellas Artes de Bélgica

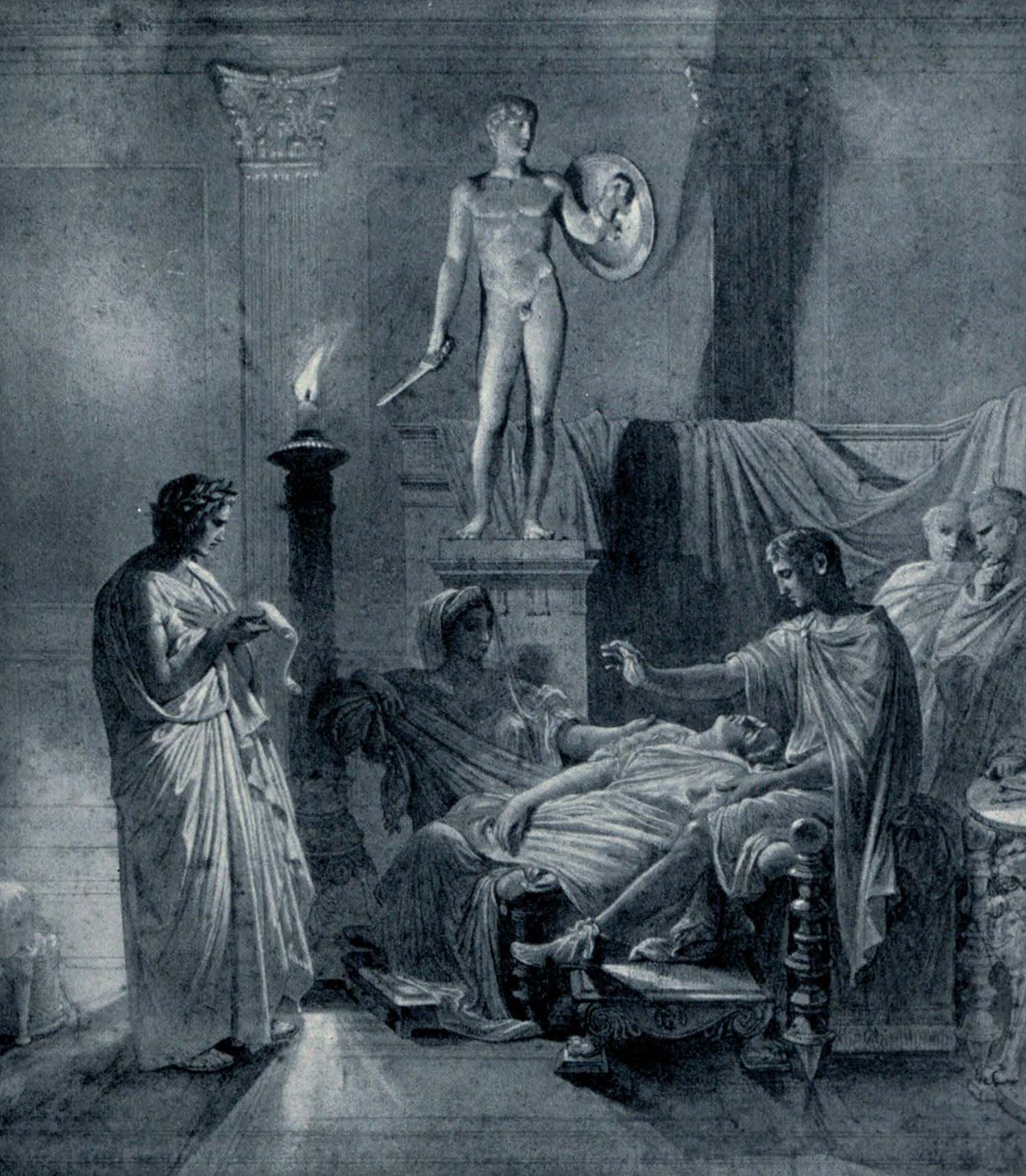
Dibujo conservado en el Museo del Louvre

La escena representada hace alusión a la lectura de la Eneida por su autor, Virgilio, al emperador Augusto, su esposa Livia y su hermana Octavia. Los dos personajes de la derecha, que contemplan la escena, son Cayo Mecenas y Marco Vipsanio Agripa. Ingres se basó en los comentarios a la Eneida escritos por el gramático Elio Donato en el siglo IV. En el transcurso de la lectura el poeta llegó a un pasaje en el que Eneas baja a los infiernos y Anquises anuncia la muerte de Marcelo, hijo de Octavia: 

Heu, miserande puer! Si qua fata aspera rumpas!
Tu Marcellus eris. Manibus date lilia plenis
Purpureos spargam flores animamque nepotis
His saltem accumulem donis et fungar inani munere.
¡Ay, miserando niño! ¡Si rompieras los ásperos hados!
Tú serás Marcelo. Con manos plenas dad lirios;
derrame yo purpúreas flores, y colme el ánima
del nieto, al menos, con estos dones, y cumpla con este inútil deber.
Eneida, libro VI, 882-886.

Al escuchar estos versos Octavia cayó desmayada en el regazo de Augusto, mientras que Livia tuvo que controlar su sorpresa, ya que era una de las sospechosas de la muerte de Marcelo para dar prioridad en la sucesión al trono a su hijo Tiberio.
Para los elementos iconográficos del cuadro Ingres se inspiró en varios referentes: la decoración y el mobiliario son de estilo pompeyano; la figura de Virgilio está inspirada en la estatua del poeta del Museo Capitolino; Livia, en la estatua de Agripina del mismo museo; Augusto, en diversos bustos romanos del emperador; y Octavia, en una ilustración de Girodet para la Fedra de Racine (edición Didot).
De esta obra efectuó Ingres una segunda versión centrada en las figuras de Augusto, Livia y Octavia (138 x 142 cm), conservada en los Museos Reales de Bellas Artes de Bélgica (Bruselas), de génesis y cronología incierta. Se ha considerado la posibilidad de que sea un fragmento de una obra mayor. Podría ser la répétition de mon Virgile anunciada por Ingres a Marcotte para el Salón de 1813. Amaury-Duval afirmaba haberla visto en el taller de Ingres en 1825. A la muerte del artista en 1867 salió a subasta y fue adquirida por el museo belga. Según Daniel Ternois, esta versión podría ser parte de un cuadro de mayores dimensiones con el tema completo destinado al «premier salon de l'impératrice» del palacio del Quirinal, dentro del encargo recibido por Ingres en 1812 para decorar ese palacio junto a otros artistas ante la llegada a Roma de Napoleón Bonaparte, para el que realizó los cuadros Rómulo lleva al templo de Júpiter las armas del vencido Acrón y El sueño de Ossian. En esta versión, el tocado de Livia está inspirado en el de la estatua de Leticia Bonaparte de Antonio Canova.
Existen también varios dibujos y una acuarela (Louvre, Fogg Art Museum, colección Wildenstein) de la misma escena con una variante incluida a posteriori: una estatua de Marcelo colocada en la parte central, sobre un alto basamento, desnudo y con un escudo y una espada. La sombra de Marcelo se proyecta sobre los protagonistas de la escena, añadiendo dramatismo a la acción. Al partir de este dibujo efectuó un grabado Charles-Simon Pradier en 1832.